# Histoire des écoles d'art de Genève

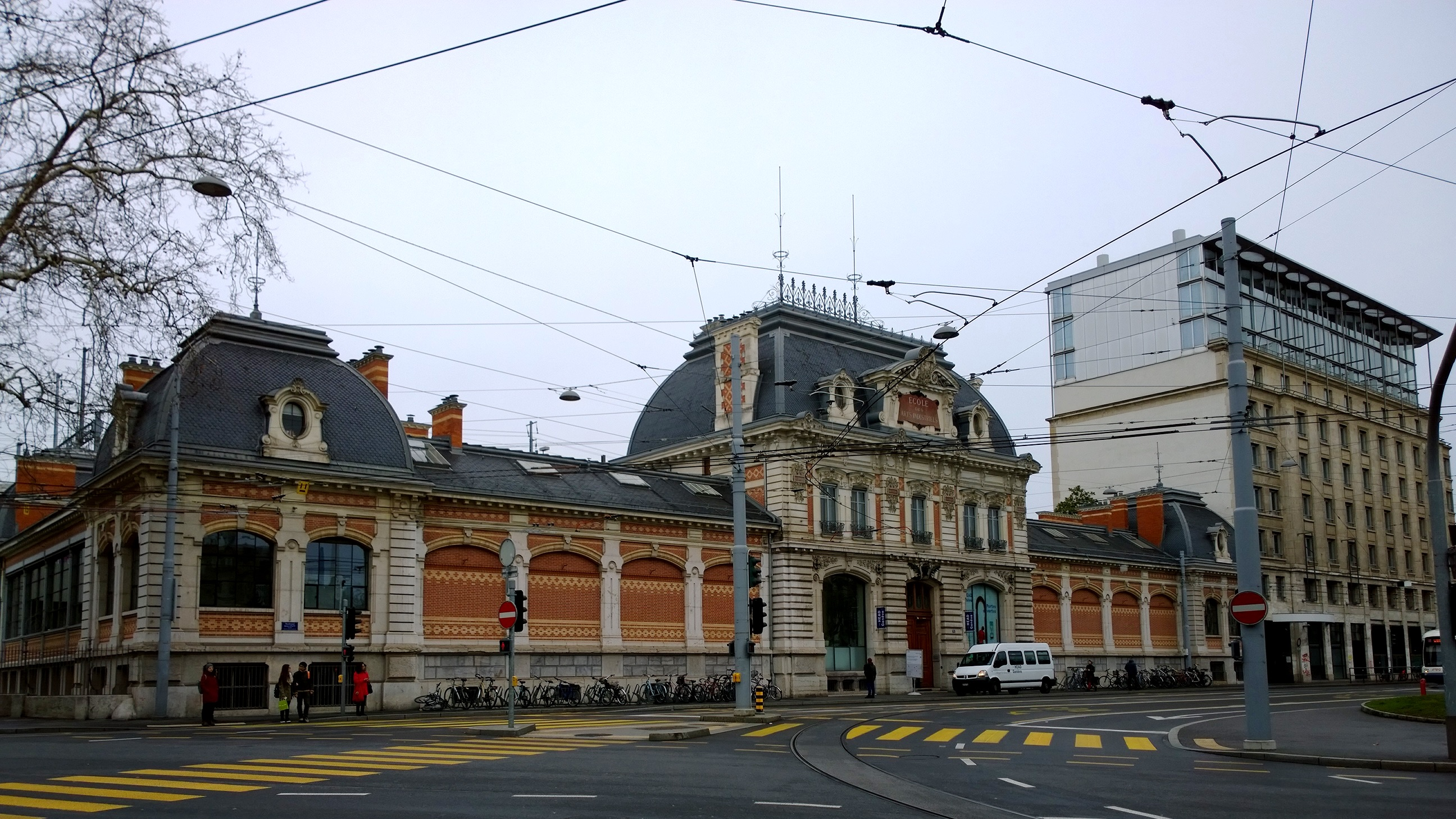
Bâtiment des Arts industriels, Boulevard James-Fazy, inauguré en 1878.

Les Écoles d'art de Genève ont connu de nombreuses évolutions et transformations, depuis la création officielle de l'« École de Dessein » en 1748. Parmi les étapes majeures figurent la centralisation des enseignements dans un nouveau bâtiment en 1903, le transfert au sein de l'École des arts et métiers en 1933, la sortie de cette structure en 1952, une réforme profonde au courant des années 1970, qui aboutit à la formation de l'École supérieure d'art visuel (ESAV) en 1977, une séparation des beaux-arts et des arts appliqués en 1986. En 2008, ces deux écoles sont réunifiées pour former l'actuelle Haute école d'art et de design (HEAD).

## Historique

### École publique de dessin
Fondée comme « École de Dessein » [sic] en 1748 par le Conseil des Deux-Cents, l'école est dirigée pendant de nombreuses années par le graveur Pierre Soubeyran (1709 – 1775). L'école obtient le nom d'École municipale des beaux-arts en 1851. Les cours sont donnés en partie à l’école du Grütli, au Palais Eynard, ou encore dans le sous-sol du Musée Rath, l'école ne possédant pas de bâtiment dédié.

### 1876: Instauration de l'École des arts industriels
À la suite de la décision du Conseil d'État de créer l'École des arts industriels, celle-ci ouvre en 1877, dans des locaux à Saint-Jean. En 1878 est inauguré le bâtiment au boulevard James-Fazy qui abrite l'école, œuvre des architectes Henri Bourrit et Jacques Simmler. L'enseignement comprend notamment le modelage, la sculpture, l'orfèvrerie, la bijouterie et la céramique.

### 1903: Instauration de l'École des beaux-arts
Le 22 mai 1903 est inauguré un nouveau bâtiment au 25 boulevard Helvétique, œuvre des architectes Frédéric de Morsier et Charles Weibel, où tous les enseignements de l'École des beaux-arts sont désormais réunis. À cette époque, l'école compte selon ses registres 332 élèves. À cette occasion, une exposition d’œuvres des professeurs ayant enseigné depuis la fondation de l’école est organisée. Elle comprend notamment Pierre Soubeyran, Georges Vanière, Gabriel-Constant Vaucher, Jean Jaquet, Jaques Dériaz, Henri Silvestre, François-Gédéon Reverdin, Pierre-Louis Bouvier, Jean-Léonard Lugardon, Jules Hébert et Barthélemy Menn.

Bâtiments de l'École des beaux-arts vers 1900
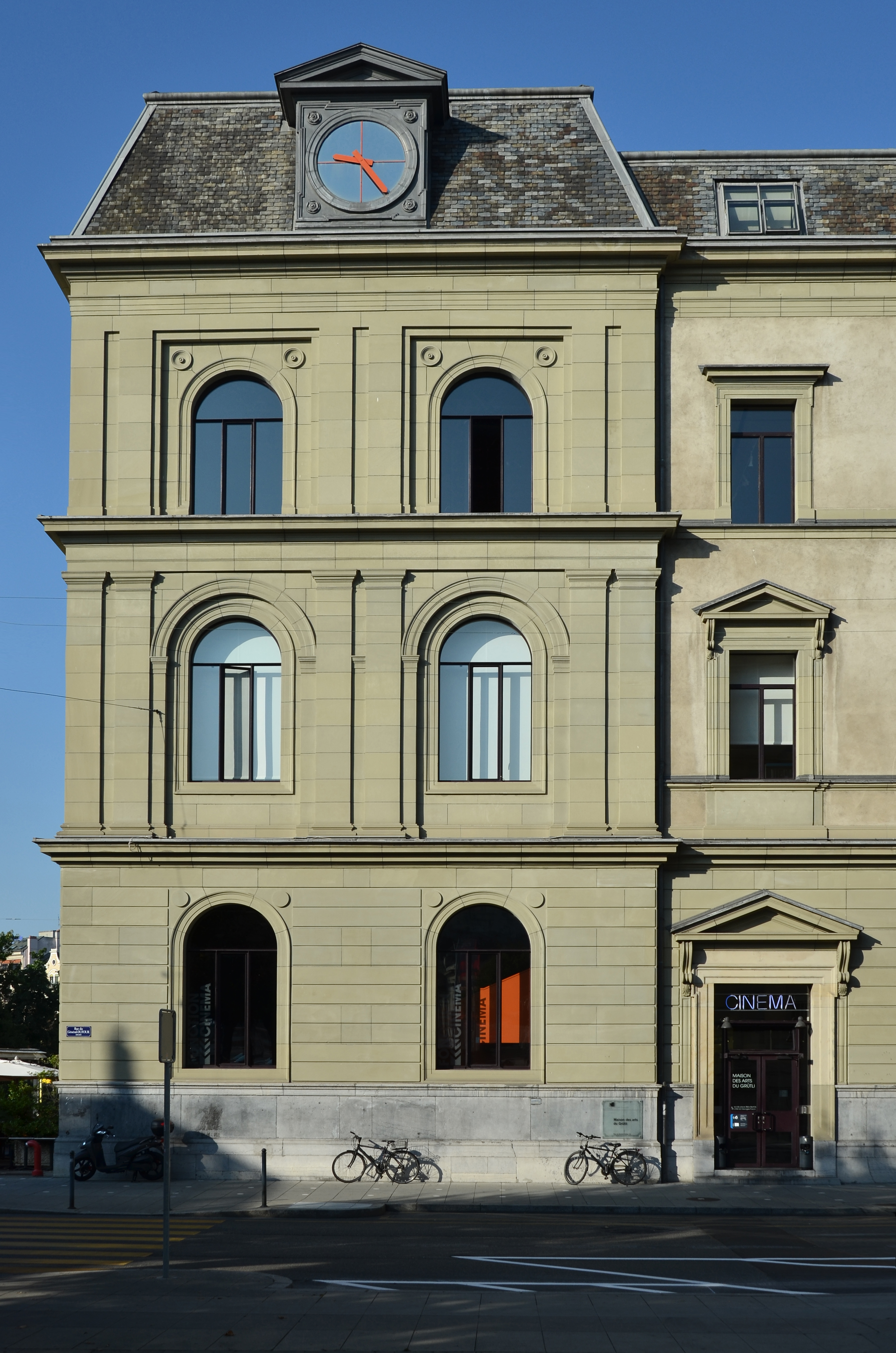
L'école du Grütli.
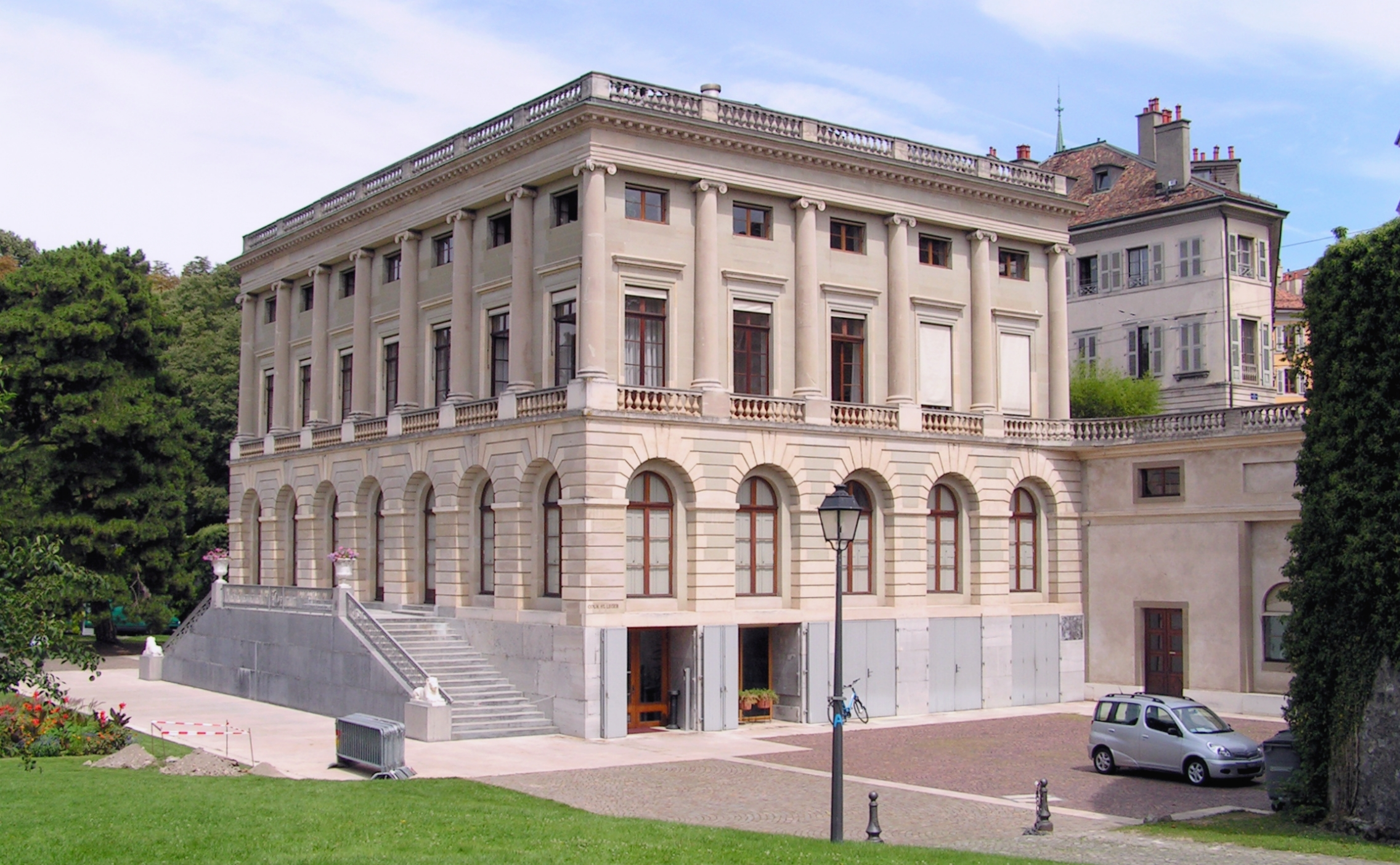
Le Palais Eynard
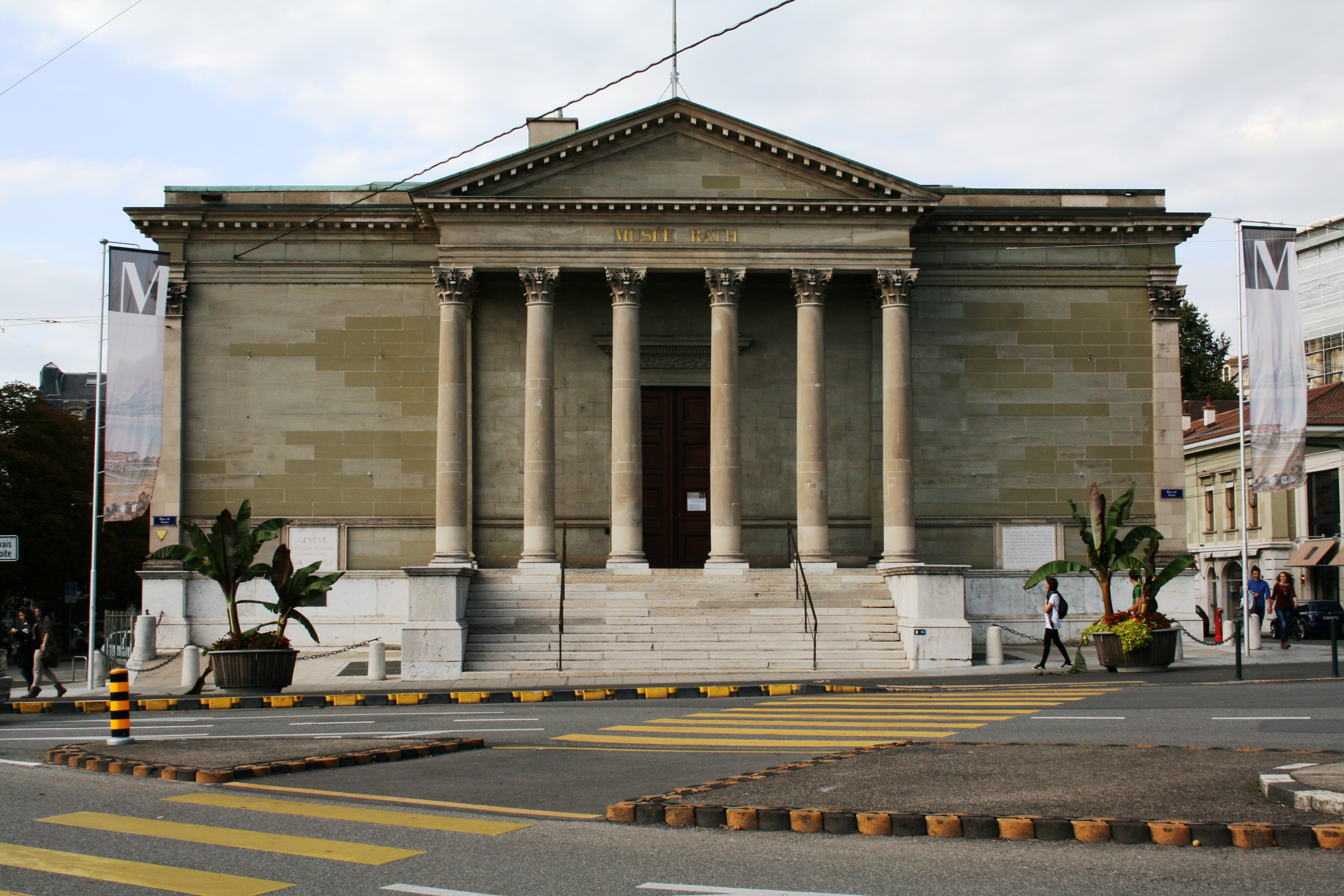
Le Musée Rath.
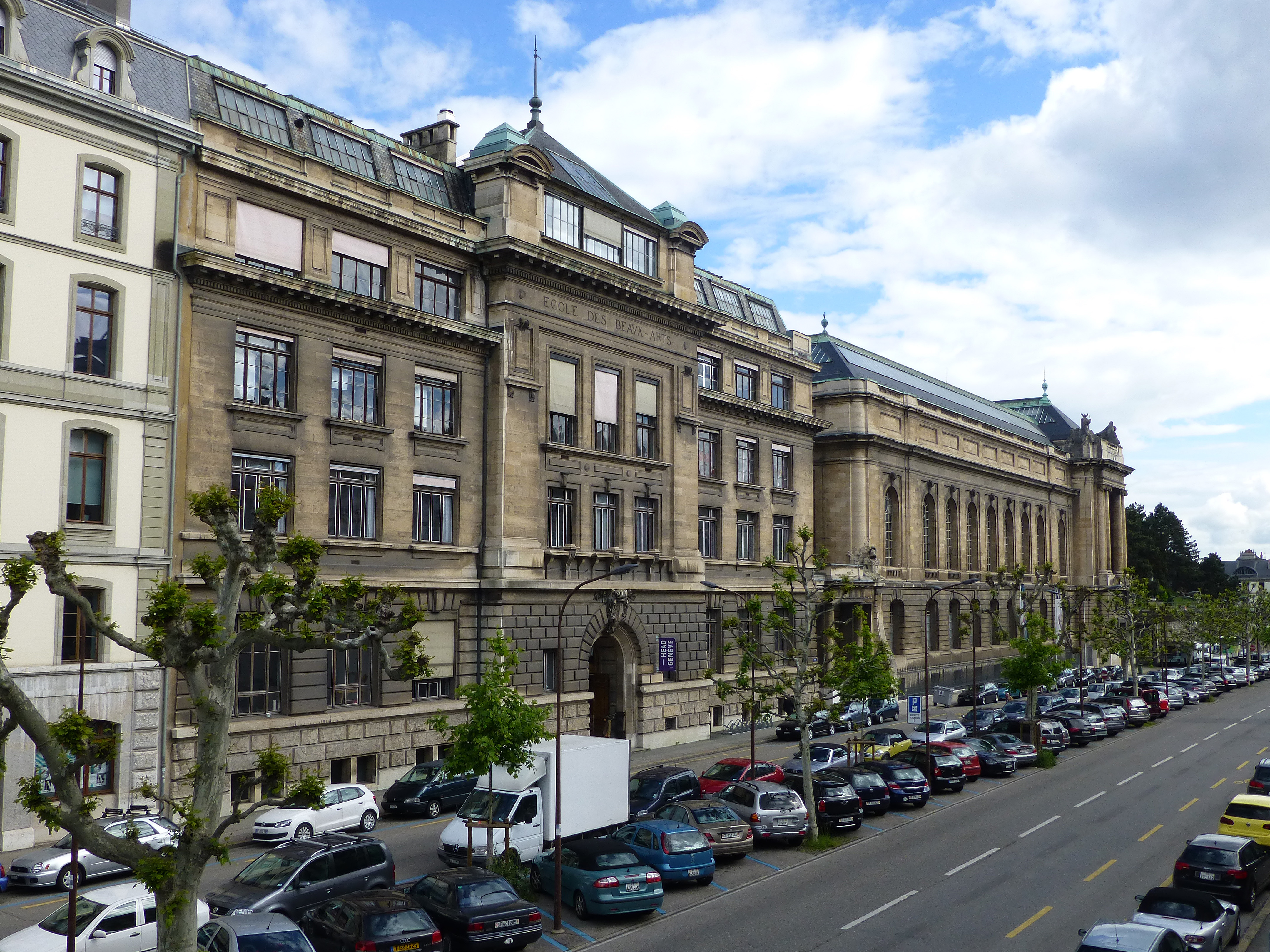
Bâtiment du Bd Helvétique, inauguré en 1903.

En 1908, l’écrivain Daniel Baud-Bovy est nommé directeur de l'école des beaux-arts. Il est remplacé en 1919 par Waldemar Deonna, puis en 1922 par Adrien Bovy, qui reste à la tête de l'établissement durant 20 ans.

### 1933–1951: Une structure axée sur le métier
En 1933, l'école des beaux-arts et l’école des arts industriels deviennent une section de l'École des arts et métiers, dans le cadre d'un processus de fusion voulu par la Ville de Genève. Adrien Bovy conserve la direction pédagogique des deux sections d’art, jusqu'à sa démission en 1942.
La fin des années 1940 représente une période de crise pour l'école. En 1948, l’année du deuxième centenaire, l’école des beaux-arts et l’école normale de dessin ne comptent plus, ensemble, que 36 étudiants. Étudiant durant cette période, le futur directeur Michel Rappo constatera que "l'accent mis sur le métier plutôt que la création n'était pas étranger à cette défection". L'école compte alors moins d'une dizaine de maîtres d'atelier, ce qui restreint le choix des orientations possibles et "limite le champ d'expérimentation de l'école".

### 1952: Vers l'indépendance
En 1951, le président du département de l'Instruction publique décide de rendre les écoles d'art indépendantes des arts et métiers, et de les regrouper sous une direction spécialisée. À cette occasion, l’École des Arts industriels prend le nom d’École des arts décoratifs (EAD). Marcel Feuillat devient directeur des écoles d’art.
En 1962, Charles Palfi est nommé directeur pour succéder à Marcel Feuillat. Il occupe ce poste durant huit ans, jusqu'à sa démission en 1970.

### 1968–1977: Réforme et création de l'ESAV
Dans le sillage de Mai 68, les Écoles d'Art voient leurs modes de fonctionnement mis en cause par les étudiants. À la suite de la démission de Charles Palfi, Michel Rappo prend la direction des Écoles d’Art en 1971, et entame une période de profondes réformes. L'école instaure un système de formation à option, afin de répondre "à la diversité et à la multiplicité des orientations". Cette époque voit la transition vers les jurys publics, en lieu des évaluations à huis clos. Demandés lors de la réforme par les étudiants, ils constituaient selon Rappo "le plus grand changement, et aussi le plus difficile".
Entre 1970 et 1980, l'effectif connaît une forte augmentation, passant de 70 étudiants à 280. En 1977, un nouveau règlement entre en vigueur, et l'École des beaux-arts se transforme en École supérieure d'art visuel (ESAV).
À partir de 1974, le couple Silvie et Chérif Defraoui débute son enseignement. En 1978, leurs ateliers deviennent la section "médias mixtes", s'ouvrant sur la photo et la vidéo comme moyens de recherche et d'expression. Cet enseignement sera important pour plusieurs générations d’artistes. Silvie et Chérif Defraoui initient des rencontres entre leurs élèves de l'ESAV et des artistes internationaux, notamment Sarkis et Luciano Fabro (1975), Dan Graham, Tina Girouard, Stuart Sherman, Lawrence Weiner (1977), Jochen Gerz (1979), et Ingeborg Lüscher (1980).

#### Cinéma, vidéo, expression audio-visuelle
En 1977, Michel Rappo confie à François Albera et Francis Reusser la responsabilité d'un atelier "cinéma-vidéo", qui devient un domaine de formation à part entière, le "Secteur d'Expression Audio-Visuelle" ou SEAV. Ils font intervenir dans l'école des réalisateurs dont Alain Tanner (rencontre-discussion, en 1976), Jean-Marie Straub et Danièle Huillet (stage d'une semaine, en 1979), Johan van der Keuken (en 1980), Stephen Dwoskin (stage, en 1981), Jean-Luc Godard (tournage de quelques séquences, en 1984), Werner Nekes (séminaire et stage pratique, 1984), Anne-Marie Miéville, ainsi que des techniciens comme Renato Berta ou l'ingénieur du son Luc Yersin.

### Evolution de l'École des arts décoratifs
À partir de 1981, l'EAD se déplace progressivement au bâtiment situé à la Rue Necker et crée en son sein l'École supérieure des Arts appliquées (ESAA) offrant des diplômes supérieurs en bijouterie, communication visuelle et stylisme. Dans les années 1980, les auteurs de bande-dessinée Zep et Wazem font leur apprentissage à l'EAD.
En 1994, l'École des arts décoratifs prend possession d'un nouveau bâtiment à la rue de l'Encyclopédie. En 1997, l’ESAA devient une HES sous l’appellation de Haute École d’Arts appliqués (HEAA). Les formations menant au CFC sont séparées et regroupées sous l'appellation d'École des Arts appliqués.
Le 6 juin 1998, les écoles d'art fêtent leur 250e anniversaire.

### 2002: Processus de rattachement à la structure HES
En 2002, à l'initiative de la Direction générale HES de Genève, un processus de rapprochement est lancé entre l'École supérieure des beaux-arts (ESBA) et de la Haute école d'arts appliqués (HEAA). Dès 2002, des débats intenses se sont instaurés entre les étudiants de l'ESBA et les autorités quant à son intégration au système HES et par conséquent au processus de Bologne.
À la suite de l'entrée en fonction en 2004 du nouveau directeur Jean-Pierre Greff, historien d'art qui a dirigé l'école d'art de Strasbourg, les ateliers de l'ESBA sont réorganisés en six pôles d'enseignement et de recherche.
Entre 2006 et 2007, l'ESBA et la HEAA sont réunies en une entité, pour former la Haute École d'art et de design (HEAD). Le projet consiste "à mettre en dialogue l’art et le design, pour qu’ils n’existent plus comme des territoires séparés".
À la suite de cette fusion, l’École des Arts décoratifs est définitivement séparée de la Haute École d’Arts appliqués. L’École des Arts décoratifs cesse d’exister pour devenir le Centre de Formation professionnelle d’Arts appliqués (CFPAA).

### 2017: ouverture du nouveau campus HEAD

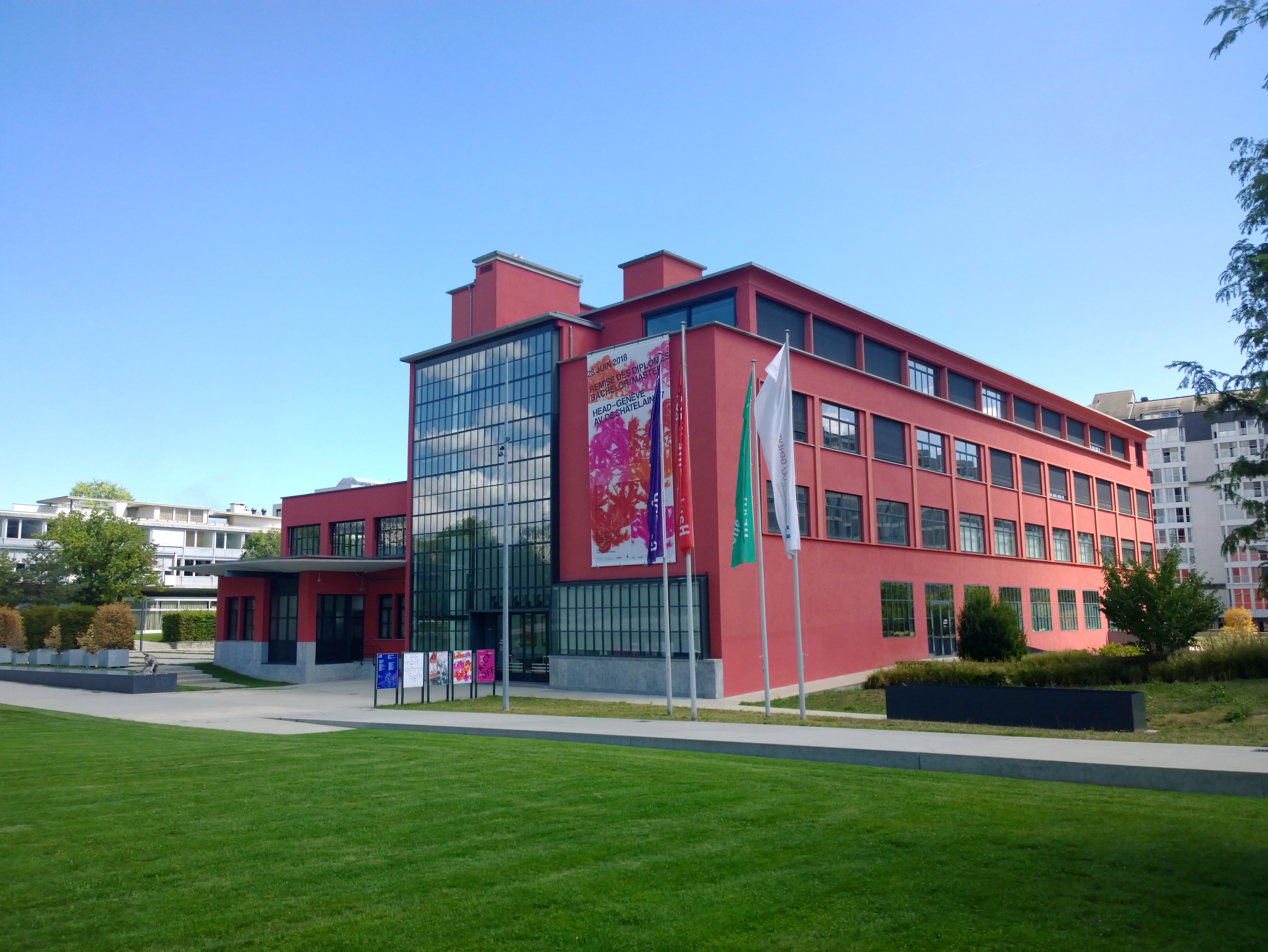
L'un des bâtiments du nouveau campus

En novembre 2016 est annoncé le déménagement de la HEAD dans un nouveau campus, situé au quartier des Charmilles, composé de trois bâtiments appartenant au patrimoine industriel genevois,:
- L'ancienne usine de montage des machines à coudre Elna, construite dans les années 1940 par l'architecte Jean Erb, dans un style inspiré du Bauhaus.
- Le bâtiment administratif d'Elna, construit en 1956-1957 par Georges Addor[21].
- L'usine qui fabriquait jadis les voitures Hispano-Suiza (transformée en complexe immobilier dédié à l’artisanat et à l’industrie)[22].

Les deux anciens bâtiments d'Elna sont investis par la HEAD à la rentrée d'automne 2017.

## Directeurs
- Barthélemy Menn, de 1850 à 1893
- Daniel Baud-Bovy, directeur de l'École des beaux-arts, de 1908 à 1919
- Waldemar Deonna, directeur de l'École des beaux-arts, de 1919 à 1922
- Adrien Bovy, directeur de l'École des beaux-arts, de 1922 à 1942

### Après l'indépendance des Arts et métiers
- Marcel Feuillat, directeur des Écoles d’Art, de 1952 à 1961
- Charles Palfi, directeur des Écoles d’Art, de 1961 à 1970
- Michel Rappo, directeur des Écoles d’Art, de 1971 à 1986

### Après la réforme des années 1970
- Michel Rappo, directeur de l’École supérieure d'art visuel (ESAV) de 1986 à 1992
- Roger Fallet, directeur de l'École des arts décoratifs et de l'École supérieure d'arts appliqués (EAD-ESAA) de 1986 à 2001
- Bernard Zumthor, directeur de l’ESAV de 1992 à 2002
- Victor Durschei, directeur de l'ESAA de 2001 à 2006[24]
- Direction ad interim de l’École supérieure des beaux-arts (ESBA), assumée par les doyens João Burle et Jacques Magnin, de 2002 à 2004
- Jean-Pierre Greff, directeur de l’ESBA puis de la HEAD de 2004 à 2022[17]
- Lada Umstätter, directrice de la HEAD depuis 2023[25]

## Professeurs

### XIXesiècle
- Barthélemy Menn, de 1850 à 1893
- Auguste Baud-Bovy [26]
- Pierre Pignolat, chargé de l'enseignement de la figure [27]
- Elisée Mayor, céramiste[28]
- Hugues Bovy, sculpteur, professeur de modelage, de 1872 à 1903 [28]
- Jules Crosnier, dès 1876
- Joseph Mittey, à partir de 1879

### XXesiècle
- Gustave Henri de Beaumont, enseigne la figure d'académie, de 1904 à 1906, puis de 1908 à 1913
- Eugène Gilliard, de 1901 à 1920
- James Vibert, professeur de modelage, de 1903 à 1931 [29]
- Pierre-Eugène Vibert, dès 1914
- Alexandre Blanchet, de 1930 à 1942
- Adrien Holy, de 1961 à 1966
- Laurent Dominique Fontana, professeur de sculpture, de 1964 à 1974 [30]
- Philippe Lambercy, chargé de la section céramique de l’EAD de 1952 à 1979[31].

### ESAV (1977-1999)
- Silvie Defraoui, de 1974 à 1998, et Chérif Defraoui, de 1974 à 1994. En 1978, leurs ateliers deviennent la section médias mixtes.
- Daniel Divorne, de 1975 à 2000, atelier de gravure et d’art graphique[32]
- François Albera  et Francis Reusser, fondateurs de l'atelier cinéma-vidéo en 1977
- Fosco et Donatello Dubini, atelier cinéma-vidéo
- Catherine Queloz et Liliane Schneiter, fondatrices du cursus CCC (Critical Curatorial Cybermedia)
- Loretta Verna, de 1981 à 2001, atelier-cinéma[33]
- Claude Sandoz, de 1983 à 2005 [34]
- Olivier Lugon, après 1986
- Hervé Graumann, dès 1994, laboratoire d’informatique (1993–2000), puis atelier de recherche Zéro1 (2001–2005) et au sein du Pôle art/media (dès 2006)[35]

## Élèves notables

### XIXesiècle
- Barthélemy Menn, avant 1832
- Édouard Castres, après 1853
- Edmond de Palézieux, après 1865
- Edouard Jeanmaire, avant 1869
- Ferdinand Hodler, de 1873 à 1877
- Eugène Gilliard, de 1880 à 1884 [36]
- Auguste de Niederhausern, dit Rodo, de 1881 à 1882
- Evert van Muyden, avant 1883
- Albert Trachsel, avant 1885
- Alice Bailly, après 1889
- Adolphe Péterelle, après 1892
- Édouard Vallet, de 1892 à 1895
- Alexandre Cingria, de 1898 à 1900
- Louis Rey (1885-1972)

### XXesiècle
- Blanche Monod
- Charles-Clos Olsommer, de 1904 à 1905
- Alexandre Blanchet, avant 1905
- Casimir Reymond, de 1909 à 1913 [37]
- Johannes Itten, de 1909 à 1910 [38]
- Alexandre de Spengler, 1912-1915
- Pierre Jeanneret, après 1912
- Alberto Cavalcanti, 1914-1916
- Jean Viollier, après 1915
- Norah Borges, après 1916
- Daniel Brustlein (en), après 1919
- Alberto Giacometti, de 1919 à 1920 [39]
- Émile Chambon, entre 1919 et 1921[40]
- Adrien Holy, avant 1920
- Kurt Seligmann, en 1920 [41]
- Paul Martig, de 1923 à 1926[42]
- Emilio Maria Beretta (École des Pâquis), de 1923 à 1929[43]
- Paul Monnier, de 1924 à 1927
- Herbert Matter, en 1925 [44]
- Hans Fischer, après 1925
- Albert Chavaz, dès 1926[45]
- Georges Brera, de 1936 à 1940
- Henri Scolari, de 1938 à 1940
- Willy Suter, en 1942
- Edmond Liechti, de 1942 à 1944
- Albert Chubac, en 1945
- Henri Presset, de 1947 à 1951 [46]
- Michel Rappo, de 1948 à 1952 environ [46]
- André Sangsue, après 1956
- Georges Schwizgebel, de 1960 à 1965
- Laurent Dominique Fontana, de 1961 à 1962 [30]
- John Armleder, de 1966 à 1967
- Charles de Montaigu, de 1967 à 1972 [47]
- Jimmie Durham, dès 1969
- Paul Viaccoz, après 1970
- Jo Fontaine, dipl. 1976
- Viviane Fontaine, de 1973 à 1977[48]
- Christian Marclay, de 1975 à 1977
- Patricia Plattner, dipl. 1977
- Simon Lamunière, après 1976

### École des arts décoratifs (EAD)
- Silvie Defraoui, dipl. 1957[10]
- Zep, 1982 à 1986 environ[14]
- Caroline Bachmann, 1988
- Pierre Wazem, de 1988 à 1992[15]
- Serge Ruffieux, dipl. 1997
- Gaëlle Rouard, 1996

### ESAV (1977-2000)
- Carmen Perrin, de 1976 à 1981
- Fabrice Gygi
- Nicolas Righetti (en section cinéma)
- Daniel Berset, en 1975, puis de 1984 à 1985
- Matteo Emery (it)
- Daniel Schweizer
- François Musy
- Christian Robert-Tissot
- Eric Lanz (de), de 1981 à 1986
- Vittorio Frigerio, dipl. 1982
- Gilles Porret, de 1982 à 1986
- Hervé Graumann, dipl. 1989
- Marie José Burki, dipl. 1989
- Tobias Ineichen (de), de 1986 à 1990
- Emmanuelle Houdart, avant 1987
- Francis Baudevin, dipl. 1991
- Tom Tirabosco, dipl. 1992
- Pierre Vadi, dipl. 1995
- Emmanuelle Antille, de 1991 à 1996
- Cristi Puiu, de 1992 à 1996
- Isabelle Balducchi, dipl 1996
- Joëlle Flumet, dipl. 1996
- Jérôme Leuba, de 1992 à 1997
- Marc Bauer, de 1995 à 1999
- Angela Marzullo, dipl. 1999
- Anne-Julie Raccoursier, dipl. 1999
- Alexia Walther, dipl. 1999[49]
- Ingrid Wildi Merino (es), de 1998 à 2000

### ESBA (2000-2006)
- Kim Seob Boninsegni, dipl. 2001
- Donatella Bernardi, dipl. 2001
- Jérémie Gindre, dipl. 2001
- Katja Loher, diplômée en 2001
- Yves Mettler, dipl. 2002
- Rudy Decelière, dipl. 2003
- Stéphanie Pfister, dipl. 2005
- Marie Velardi, dipl. 2005
- Gabriela Löffel (de), de 2000 à 2006

## Sources
- João Burle, François Albera et Robert Kramer, Le Secteur d'Expression Audio-Visuelle, Genève, École Supérieure d'Art Visuel, 1992, 32 p.
- Mathieu Lourdin, Historique des écoles d'art : collecte de textes relatant l'histoire et l'évolution des écoles d'art à Genève, Genève, Haute école d'art et de design, 2012 (lire en ligne)
- Jean-Louis Meylan, La Formation des artistes et ses enjeux : Le cas de Genève, de l'école de dessin à l'école supérieure d'art visuel, 1704-1980, Saint-Denis, Connaissances et Savoirs, 2016, 517 p. (ISBN 978-2-7539-0360-9)
- Myriam Poiatti, Traces de mémoire aux écoles d'art de Genève 1947-1992 : quatre entretiens entre Michel Rappo et Roger Fallet, Henri Presset, Dominique Fontana, Carmen Perrin, Genève, EAD, 2000
- Catherine Quéloz, Artistes et professeurs invités 1975-1985, Genève, École Supérieure d'Art Visuel, 1987, 88 p. (lire en ligne)
- Leza M. Uffer (trad. de l'allemand), « Ecoles d'arts appliqués », dans Dictionnaire historique de la Suisse (DHS), 2012 (lire en ligne).